# Elisabeth Grümmer

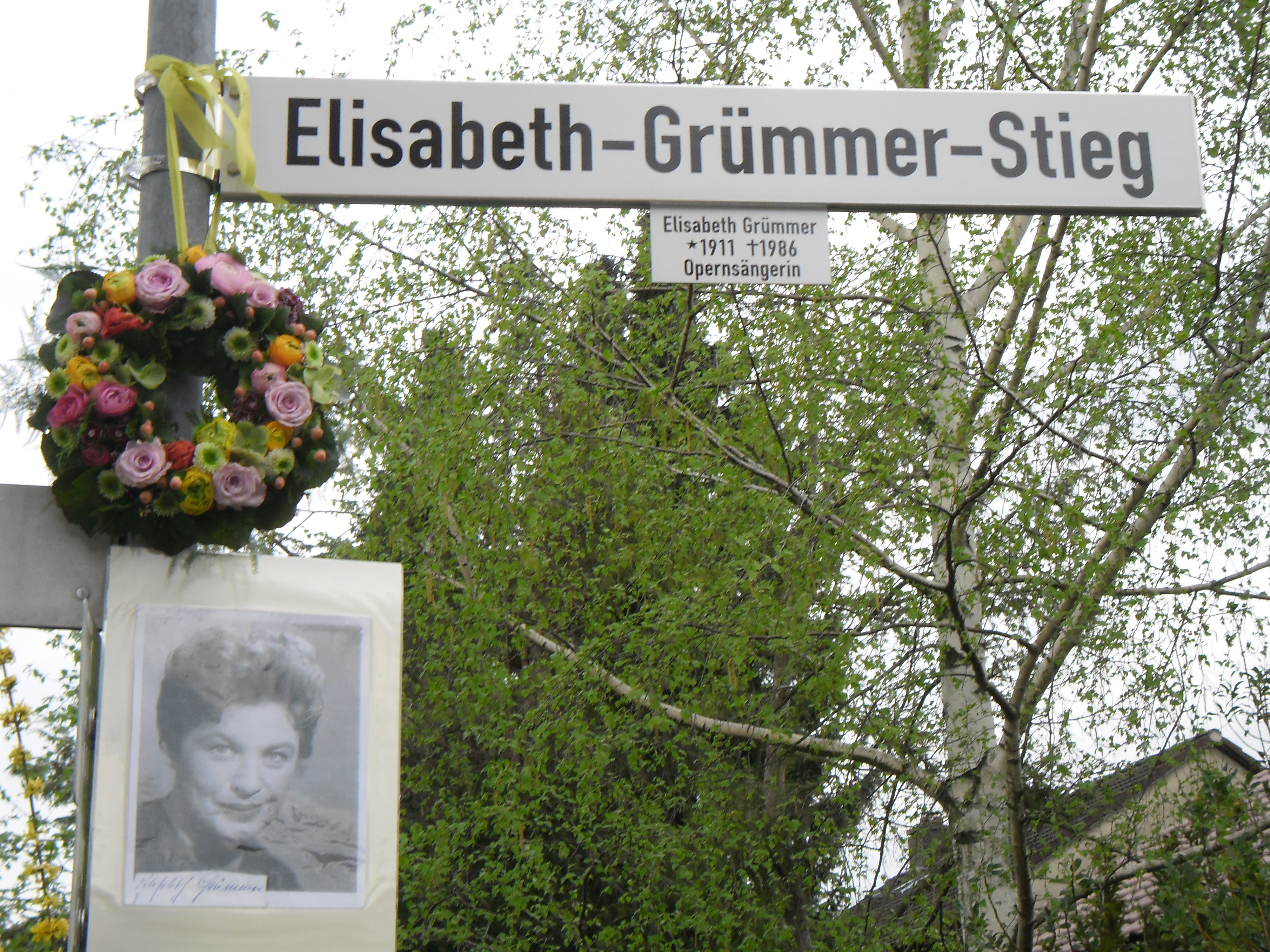
Placa de la calle Elisabeth Grümmer Stieg en Alsbach-Hähnlein el día de la inauguración

Kammersängerin Elisabeth Grümmer (nacida Elisabeth Schliz) (Niederjeutz, Alsacia-Lorena, Francia, 31 de marzo de 1911-Warendorf, Westfalia, Alemania, 6 de noviembre de 1986) fue una notable soprano lírica alemana cuyas interpretaciones en papeles de Mozart, Richard Wagner y Richard Strauss son vistas como referenciales, en especial Elsa, Elisabeth, Agatha, Elettra, Pamina, Octaviano, La Mariscala y por sobre todo  Donna Anna.
Se la ha descrito como «una cantante dotada de una elegante musicalidad, una sinceridad cálida y una voz de excepcional belleza».

## Biografía
Al finalizar la Primera Guerra Mundial su familia fue expulsada de Francia estableciéndose en Meiningen, Alemania donde estudió teatro haciendo su debut como Klarchen en Egmont de Goethe.
Casada con el primer violín de la orquesta del teatro en Duisburgo, Detlev Grümmer, tuvieron una hija mudándose a Aquisgrán donde conoció a Herbert von Karajan quien la hizo tomar lecciones de canto con Franziska Martienssen-Lohmann y debutar en 1940 como una de las «mujeres flores» en Parsifal (Wagner).
Mientras ella actuaba en Praga, su marido murió al ser sorprendido en el sótano de su casa durante un bombardeo de la Segunda Guerra Mundial. 
La soprano perdió todas sus pertenencias y se mudó a Berlín al final de la guerra. Nunca volvió a casarse.
Establecida en Berlín fue una de las figuras emblemáticas del renacimiento lírico austro-alemán de la década del 50 siendo considerada la ideal representante vocal de la soprano joven-dramática alemana en los personajes de Elsa de Lohengrin, Elisabeth de Tannhäuser, Eva de Los maestros cantores de Núremberg, Donna Anna de Don Giovanni y Agatha de Der Freischütz. 
Se destacó como Desdémona en Otello, Octavian y la Mariscala de 'El caballero de la rosa, Gutruna en El ocaso de los dioses, Pamina en La flauta mágica, la Condesa en Las bodas de Fígaro y en el célebre registro de Hansel y Gretel dirigido por Karajan donde se reunió con Elisabeth Schwarzkopf. 
Perteneció al elenco de la Ópera Alemana de Berlín entre 1946 hasta su retiro en 1972 como La Mariscala de El caballero de la rosa. 
Cantó además en el Festival de Bayreuth (de 1957 a 1961), Salzburgo, Festival de Glyndebourne, Metropolitan Opera (Elsa, 1967), La Scala, Covent Garden, Viena, Hamburgo, Múnich y el Teatro Colón de Buenos Aires en la temporada 1963 como Donna Anna y Elettra de Idomeneo.
Fue una distinguida recitalista en Liederabend, canciones con orquesta (las Cuatro últimas canciones de Richard Strauss) y en obras sacras, en especial un Réquiem alemán  de Brahms.
Nombrada Kammersängerin (cantante de la corte por la Ópera Alemana de Berlín ejerció cátedra en la Berlin Musikhochschule. 
Murió en Warendorf, Westfalia. Su timbre claro y poderoso a la vez puede apreciarse en numerosas grabaciones que la muestran en plenitud, así como en la filmación del legendario Don Giovanni en el Festival de Salzburgo de 1954 dirigida por Wilhelm Furtwängler con Cesare Siepi, Walter Berry, Lisa della Casa, Erna Berger y Anton Dermota 

## Discografía principal
- "Der Freischütz" (Agathe) de Carl Maria von Weber, Wilhelm Furtwängler.

- "Der Freischütz" (Agathe) de Carl Maria von Weber, Erich Kleiber.

- "Der Freischütz" (Agathe) de Carl Maria von Weber, Joseph Keilberth.

- "Lohengrin" (Elsa) de Richard Wagner, Lovro von Matacic.

- "Lohengrin" (Elsa) de Richard Wagner, Rudolf Kempe.

- "Tannhäuser" (Elisabeth) de Richard Wagner, Franz Konwitschny.

- "Die Meistersingers von Nürnberg" (Eva) de Richard Wagner, Rudolf Kempe.

- "Die Meistersingers von Nürnberg" (Eva) de Richard Wagner, André Cluytens.

- "Die Meistersingers von Nürnberg" (Eva) de Richard Wagner, Hans Knappertsbusch.

- "Hänsel und Gretel" (Hansel) de Engelbert Humperdinck, Herbert von Karajan.

- "Don Giovanni" (Donna Anna) de Wolfgang Amadeus Mozart, Wilhelm Furtwängler.

- "Don Giovanni" (Donna Anna) de Wolfgang Amadeus Mozart, Dmitri Mitropoulos.

- "Götterdämmerung" (Gutrune) de Richard Wagner, Hans Knappertsbusch.

- "Das Rheingold" de Richard Wagner, Hans Knappertsbusch.

- "Idomeneo" (Elettra) de Wolfgang Amadeus Mozart, Ferenc Fricsay.

- "Die Hochzeit des Figaro" (Condesa) de Wolfgang Amadeus Mozart.

- "Der Rosenkavalier"(Marschallin) de Richard Strauss, Wilhelm Schlüchter.

- "Matthäus-Passion" BWV 244 de Johann Sebastian Bach, Wilhelm Furtwängler.

- "Johannes-Passion" BWV 245 de Johann Sebastian Bach, Karl Forster.

- "Kantaten - Cantatas" de Johann Sebastian Bach, Kurt Thomas.

- "Ein deutsches Requiem" de Johanne Brahms, Rudolf Kempe.

- "Die Schöpfung" de Franz J.Haydn, Karl Forster.

- "Requiem" de W.A. Mozart, Rudolf Kempe.

- "Bach MADE IN GERMANY" Vol. II Kantaten, Motetten, Weihnachtsoratorium, Kurt Thomas.

- "Elisabeth Grümmer, Lieder de Schubert, Brahms, Grieg y Verdi", Richard Kraus.

- "Elisabeth Grümmer, Liederabend, Lieder de Mendelssohn, Schumann, Schoeck, Wolf".

- "Recital 1970, Lieder de Beethoven, Brahms, Mozart, Reger, Schubert, Schumann, Strauss, Wolf" Richard Kraus.

DVD
- "Don Giovanni" de Wolfgang Amadeus Mozart, Wilhelm Furtwängler, 1954, Festival de Salzburgo.
- Don Giovanni - en alemán -, Ferenc Fricsay, 1961, Berlín, reapertura de la Deutsche Oper.[5]